# Стефан Илиев (полковник)
 Тази статия е за българския полковник.  За други личности вижте Стефан Илиев.  
Стефан Илиев Илиев е български военен деец, полковник, командир на 15-и пехотен ломски полк по време на Първата световна война (1915 – 1918).

## Биография
Стефан Илиев е роден на 29 юни 1869 година в град Видин, тогава в Османската империя. През 1887 г. завършва Скобелевската реална гимназия в града (сега СОУ „Цар Симеон Велики“). Същата година постъпва във Военното на Негово Величество училище в София. На 18 май 1889 г. завършва Военното Училище с първоразряден успех и е произведен в чин подпоручик. Воинският му път започва в 3-ти пехотен бдински полк като взводен командир, адютант на командира на 2-ра дружина, адютант на полка. През 1895 – 1896 г. поручик Илиев завършва офицерските курсове във Военното Училище и е назначен за помощник-ротен командир на 7-а рота от 3-ти пех. полк, а от 1899 г. капитан Илиев е командир на 2-ра рота от 12-и Резервен полк. От края на 1901 г. е адютант на 2 бригада от 6-а пехотна бдинска дивизия. През 1903 г. кап. Илиев е командирован в Будапеща по служба. През 1904 г. го прикомандироват към 1-ва пехотна софийска дивизия за ротен командир в учебната подофицерска дружина. След завършване на курса на тази дружина кап. Илиев се завръща в полка като командир на 1 дружина. През 1905 – 1906 г. завършва щаб офицерския курс, а от 1907 г. е старши адютант на 1/6 бригада. В края на 1909 г. той е вече командир на 2-ра дружина от 15-и пехотен ломски полк в Белоградчик.

### Балкански войни (1912 – 1913)
В началото на Балканската война е командир на 4-та дружина на 15-и пехотен ломски полк с чин майор. Участва в сраженията при Люлебургас, Тюрк-бей, Татаркьой, Умурча, Чаталджа, край селата Езадин, Ялос, Кули Бургас, Долна махала, Будинарци и Умлена, при височината Хисар, върховете Беяз-тепе и Руен, при езерото Дусердус, Дойранското езеро, реките Вардар и Куглу дере. След Междусъюзническата война е началник на 15-о полково военно окръжие във Видин. Съгласно заповед № 132 по Действащата армия от 1913 г. е награден с Орден „За заслуга“ на военна лента.

### Първа световна война (1915 – 1918)
На 28 февруари 1916 година подполковник Стефан Илиев е назначен за командир на 15-и пехотен Ломски полк. Участва в боевете при Стойково бърдо, Планиница, Буково, Върбовец, в Чеганската операция при селата Чеган, Арменово и Лажец. Загива геройски начело на контраатака на 26 март 1917 година в битката за връх Червена стена край град Битоля. Погребан е с военни почести в двора на църквата „Благовещение Богородично“ в Прилеп. На 1 април 1917 година за бойно отличие посмъртно е повишен в чин полковник. През същата година със заповед №679 по Действащата армия е награден с Военен орден „За храброст“ IV степен, 1 клас, а през 1921 г. съгласно заповед №355 по Министерството на войната е награден посмъртно с Военен орден „За храброст“ III степен, 2 клас.
През 1924 година е учредено Белоградчишкото благотворително подофицерско дружество „Полковник Стефан Илиев“. В негова памет е построена чешма паметник в Пелистер през 1917 година от войниците му.

## Военни звания
- Подпоручик (18 май 1889)
- Поручик (2 август 1892)
- Капитан (1899)
- Майор (1910)
- Подполковник (4 февруари 1914)
- Полковник (16 март 1917)

## Заемани длъжности
- Командир на взвод от 3-ти пехотен бдински полк (18 май 1889 – август 1889)
- Адютант на 2-ра дружина от 3-ти пехотен бдински полк (август 1889 – 1892)
- Адютант на 3-ти пехотен бдински полк (1892 – 1 февруари 1895)
- Помощник-командир на 7-а рота от 3-ти пехотен бдински полк (1898 – 1899)
- Командир на 2-ра рота от 12-и пехотен резервен полк (1899 – октомври 1901)
- Адютант на 2-ра бригада от 6-а пехотна бдинска дивизия (октомври 1901 – 1904)
- Командир на 1-ва рота от 3-ти пехотен бдински полк (1904 – 1 юни 1904)
- Старши адютант на 1-ва бригада от 6-а пехотна бдинска дивизия (1907 – 1909)
- Командир на 2-ра дружина от 15-и пехотен ломски полк (1909 – януари 1912)
- Командир на 4-та дружина от 15-и пехотен ломски полк (1912 – 22 септември 1913)
- Домакин на 15-и пехотен ломски полк (22 септември 1913 – февруари 1914)
- Началник на 15-о полково военно окръжие (февруари 1914 – 29 октомври 1915)
- Командир на 4-та дружина от 15-и пехотен ломски полк (29 октомври 1915 – 19 февруари 1916)
- Командир на 15-и пехотен ломски полк (28 февруари 1916 – 26 март 1917†)[7]

## Награди
- Орден „За заслуга“ (1899)
- Княжеский орден „Св. Александър“ VI степен (1899)
- Народен орден „За военна заслуга“ V степен (1909)
- Медал „XX години служба“ (1909)
- Медал „За независимостта на България“ (1910)
- Военен орден „За храброст“ IV степен (1913)
- Княжеский орден „Св. Александър“ V степен (1913)
- Народен орден „За военна заслуга“ V степен с военна лента (1913)
- Орден „За заслуга“ на военна лента (1913)
- Военен орден „За храброст“ IV степен, 1 клас (1917)
- Военен орден „За храброст“ III степен, 2 клас (1921)
- Германски орден „Железен кръст“ II степен, II клас
- Турски орден „Железен полумесец“[8][9][10][11]